# Einhusen
Einhusen ist ein Ortsteil der Stadt Kröpelin im Landkreis Rostock in Mecklenburg-Vorpommern.

## Geografie und Verkehrsanbindung
Einhusen liegt südöstlich des Kernortes Kröpelin. Unweit des Ortes südwestlich verläuft die Kreisstraße DBR 5. Die B 105 verläuft nördlich und die A 20 südlich.